# Soak Up the Sun
Soak Up the Sun è il primo singolo della musicista statunitense Sheryl Crow estratto dal suo quarto album C'mon C'mon, pubblicato nel 2002 dalla A&M Records.

## Il brano
Ha raggiunto il 1º posto della Adult Top 40 e il 17º posto della Billboard Hot 100 negli Stati Uniti, mentre ha raggiunto  il 16º posto nella Official Singles Chart nel Regno Unito e il 24º nella Billboard Canadian Singles Chart in Canada.

## Video musicale
Il video musicale del brano, diretto da Wayne Isham e girato nella North Shore dell'isola di Oahu nelle Hawaii, vede la stessa cantante suonare in spiaggia una chitarra acustica Gibson e fare surf insieme a ragazzi e ragazze che si lanciano anche da una cascata. Nelle scene finali tutti ballano intorno ad un falò.

## Tracce
CD Maxi singolo EU
1. Soak Up the Sun (Radio Edit) – 3:25 (Sheryl Crow, Jeff Trott)
2. Chances Are – 5:14 (Sheryl Crow, Jeff Trott)
3. You're Not the One – 4:06 (Jeremy Stacey, Stevie Nicks)
4. Soak Up the Sun (Album version) – 4:54 (Sheryl Crow, Jeff Trott)

CD Maxi singolo 1 UK
1. Soak Up the Sun (Radio Edit) – 3:25 (Sheryl Crow, Jeff Trott)
2. Chances Are (Non LP Track) – 5:14 (Sheryl Crow, Jeff Trott)
3. You're Not the One (Non LP Track) – 4:06 (Jeremy Stacey, Stevie Nicks)
4. Soak Up the Sun (Video) – 3:51 (Sheryl Crow, Jeff Trott)

CD Maxi singolo 2 UK
1. Soak Up the Sun (Radio Edit) – 3:25 (Sheryl Crow, Jeff Trott)
2. My Favorite Mistake (Live version) – 5:14 (Sheryl Crow, Jeff Trott)
3. A Change Would Do You Good (Live version) – 4:06 (Sheryl Crow, Jeff Trott, B. Macleod)
4. CD-ROM (Lyrics/Gallery/Exclusive Preview Of 4 Album Tracks)

## Classifiche
| Classifica (2002)                    | Posizione massima |
| ------------------------------------ | ----------------- |
| Stati Uniti (Billboard Hot 100)      | 17                |
| Stati Uniti (BillBoard Adult Top 40) | 1                 |
| Regno Unito                          | 16                |
| Canada (RPM)                         | 24                |